# Білокопитов Володимир Іванович
Володимир Іванович Білокопитов (16 квітня 1980 — 9 листопада 2024)) — російський військовослужбовець, молодший сержант, командир бойової машини мотострілецького батальйону. Учасник російсько-української війни. Герой Російської Федерації (посмертно, 2024).

## Біографія
Народився 16 квітня 1980 року в селі Чіткан Бурятської АРСР.
Навчався в Чітканській середній школі (1987—1995), яку закінчив після дев'яти класів навчання. Відслужив два роки по строковій службі в російській армії. Працював різноробочим, від кочегара до будівельника. Після закриття радгоспу, в якому чоловік працював кочегаром, працював у Баргузинському будинку-інтернаті.
У 2022 році призваний в рамках часткової мобілізації в зону бойових дій. Був учасником збройного вторгнення Росії в Україну і командиром бойової машини мотострілецького батальйону. Під командуванням Білокопитова військові штурмом захопили місто Вугледар і утримували його до прибуття підкріплення підрозділу. Сам Білокопитов нібито зайшов під обстрілом першим в місто і встановив в ньому російський прапор на одній з будівель.
Помер 9 листопада 2024 року на території окупованої Донецької області через гостру коронарну недостатність. Похований 27 листопада в селі Чіткан.

## Сім'я
Має шестеро дітей і шестеро онуків.

## Звання та нагороди
- Герой Російської Федерації (Указ Президента Російської Федерації від 23 листопада 2024 року).